# 斯特森 (緬因州)
斯特森（英語：Stetson）是一個位於美國緬因州佩諾布斯科特縣的鎮。

## 人口
根據2020年美國人口普查的數據，斯特森的面積為94.92平方千米，當中陸地面積為90.62平方千米，而水域面積為4.30平方千米。當地共有人口1186人，而人口密度為每平方千米12人。